# Eccoptosage annulicornis
Eccoptosage annulicornis là một loài tò vò trong họ Ichneumonidae.